# Phytocoris albidopictus
Phytocoris albidopictus är en insektsart som beskrevs av Knight 1961. Phytocoris albidopictus ingår i släktet Phytocoris och familjen ängsskinnbaggar. Inga underarter finns listade i Catalogue of Life.